# جيمس ديفيد فوربس
جيمس ديفيد فوربس (بالإنجليزية: James David Forbes)‏ (و. 1809 – 1868 م) هو فيزيائي، وجيولوجي، وجيولوجي، ومخترع، وعالم زلازل ‏، وأستاذ جامعي من المملكة المتحدة . ولد في إدنبرة . وكان عضواً في الجمعية الملكية، والأكاديمية البروسية للعلوم .
توفي عن عمر يناهز 59 عاماً.

## التعليم
تعلم في جامعة إدنبرة

## جوائز
حصل على جوائز منها:
- زمالة الجمعية الملكية
- قلادة ملكية.

## روابط خارجية
- جيمس ديفيد فوربس على موقع الموسوعة البريطانية (الإنجليزية)